# Basilisk II

Geschiedenis

Basilisk II is een opensource-emulator dat het mogelijk maakt om programma's voor verouderde Apple Macintosh-besturingssystemen te gebruiken onder Windows, Mac OS X en Linux. Basilisk II emuleert 68k-gebaseerde Macintoshes, en het heeft een ROM nodig om te kunnen functioneren.
De laatste versie van Mac OS die door Basilisk II wordt ondersteund is Mac OS 8.1. Latere versies van Mac OS hebben een processor nodig die gebaseerd is op de PowerPC-architectuur.